# Federico Valverde
Federico Santiago Valverde Dipetta (n. 22 iulie 1998, Montevideo, Departamentul Montevideo, Uruguay) cunoscut sub numele de Fede Valverde este un fotbalist profesionist uruguayan care evoluează la clubul spaniol Real Madrid și la echipa națională de fotbal a Uruguayului.

## Statistici de carieră

### Club
La 26 iunie 2025.
| Club                           | Sezon         | Campionat                   | Campionat | Campionat | Copa del Rey | Copa del Rey | Continental | Continental | Alte competiții | Alte competiții | Total   | Total  |
| Club                           | Sezon         | Divizie                     | Meciuri   | Goluri    | Meciuri      | Goluri       | Meciuri     | Goluri      | Meciuri         | Goluri          | Meciuri | Goluri |
| ------------------------------ | ------------- | --------------------------- | --------- | --------- | ------------ | ------------ | ----------- | ----------- | --------------- | --------------- | ------- | ------ |
| Peñarol                        | 2016          | Primera División de Uruguay | 12        | 0         | —            | —            | 1           | 0           | —               | —               | 13      | 0      |
| Real Madrid Castilla           | 2016–17       | Segunda División B          | 30        | 3         | —            | —            | —           | —           | —               | —               | 30      | 3      |
| Deportivo La Coruña (împrumut) | 2017–18       | La Liga                     | 24        | 0         | 1            | 0            | —           | —           | —               | —               | 25      | 0      |
| Real Madrid                    | 2018–19       | La Liga                     | 16        | 0         | 5            | 0            | 4           | 0           | —               | —               | 25      | 0      |
| Real Madrid                    | 2019–20       | La Liga                     | 33        | 2         | 3            | 0            | 6           | 0           | 2               | 0               | 44      | 2      |
| Real Madrid                    | 2020–21       | La Liga                     | 24        | 3         | 1            | 0            | 7           | 0           | 1               | 0               | 33      | 3      |
| Real Madrid                    | 2021–22       | La Liga                     | 31        | 0         | 2            | 0            | 11          | 0           | 2               | 1               | 46      | 1      |
| Real Madrid                    | 2022–23       | La Liga                     | 34        | 7         | 6            | 0            | 11          | 2           | 5               | 3               | 56      | 12     |
| Real Madrid                    | 2023–24       | La Liga                     | 37        | 2         | 2            | 0            | 13          | 1           | 2               | 0               | 54      | 3      |
| Real Madrid                    | 2024–25       | La Liga                     | 36        | 6         | 5            | 2            | 14          | 0           | 7               | 3               | 62      | 11     |
| Real Madrid                    | Total         | Total                       | 211       | 20        | 25           | 2            | 66          | 3           | 18              | 6               | 320     | 32     |
| Total carieră                  | Total carieră | Total carieră               | 277       | 23        | 25           | 2            | 67          | 3           | 18              | 7               | 387     | 35     |

1. ↑  Apariție în Copa Libertadores
2. 1 2 3 4 5  Apariții în Liga Campionilor
3. 1 2 3 4  Apariții în Supercopa de España
4. ↑  Două apariții în Supercopa de España, o apariție în Supercupa Europei UEFA, două apariții și trei goluri în Cupa Mondială a Cluburilor FIFA
5. ↑  Două apariții în Supercopa de España, o apariție și un gol în Supercupa Europei UEFA, o apariție în Cupa Intercontinentală FIFA, trei apariții și două goluri în Cupa Mondială a Cluburilor FIFA

### Cu naționala
La meciul jucat pe 25 martie 2025.
| Echipa națională | An    | Selecții | Goluri |
| ---------------- | ----- | -------- | ------ |
| Uruguay          | 2017  | 4        | 1      |
| Uruguay          | 2018  | 4        | 0      |
| Uruguay          | 2019  | 12       | 1      |
| Uruguay          | 2020  | 2        | 0      |
| Uruguay          | 2021  | 13       | 1      |
| Uruguay          | 2022  | 12       | 1      |
| Uruguay          | 2023  | 8        | 2      |
| Uruguay          | 2024  | 12       | 2      |
| Uruguay          | 2025  | 2        | 0      |
| Total            | Total | 69       | 8      |

## Palmares

### Peñarol
- Primera División: 2015-2016

### Real Madrid
- Campionatul Mondial al Cluburilor FIFA: 2019; 2023

- Supercupa Spaniei: 2019-2020; 2021-2022; 2023-2024
- La Liga: 2019-2020; 2021-2022; 2023-2024
- Liga Campionilor: 2021-2022; 2023-2024
- Supercupa Europei: 2022-2023; 2024-2025
- Copa del Rey: 2022-2023

## Legături externe
- Federico Valverde pe BDFutbol
- Profilul lui Federico Valverde pe Soccerway